# 阿法世代
阿法世代（英語：Generation Alpha），又譯「Alpha世代」、「α世代」，是继Z世代之后的人口群体。研究和傳媒多以2013作为出生年開始年份，2020年代中期作为出生年结束年份。 阿法世代以希腊字母表中的第一个字母命名，是首個完全出生于21世纪的世代。阿法世代的父母多為千禧世代。

## 腳註
1. 1 2  Shaw Brown, Genevieve. . Family. ABC News. 2020-02-17  [2020-02-17]. （原始内容存档于2020-02-17）.
2. 1 2  Perano, Ursula. . Axios. 2019-08-08  [2019-09-06]. （原始内容存档于2019-08-08）.
3. ↑  Carter, Christine Michel. . Forbes.   [2021-12-26]. （原始内容存档于2022-04-09） （英语）.
4. ↑  Lavelle, Daniel. . The Guardian. 2019-01-04  [2019-07-08]. （原始内容存档于2019-07-08）.

## 另見
- 九年級
- 10後
- 世代